# جزيرة ماراباتوان
جزيرة ماراباتوان وهي جزيرة من جزر إندونيسيا، وتتبع إقليم كليمنتان الجنوبية في إندونيسيا.